# Poříčí nad Sázavou
Poříčí nad Sázavou – miasteczko i gmina w Czechach, w powiecie Benešov, w kraju środkowoczeskim. Według danych Czeskiego Urzędu Statystycznego z dnia 1 stycznia 2023 liczyło 1 547 mieszkańców.
W miejscowości jest przystanek kolejowy Poříčí nad Sázavou.